# ブラチスラヴァ城
ブラチスラヴァ城（スロバキア語: Bratislavský hrad, IPA発音記号 ： ˈbracislawskiː ˈɦrat、ドイツ語: Pressburger Schloss（プレスブルク城）、ハンガリー語: Pozsonyi Vár（ポジョニ城））は、スロバキアの首都ブラチスラヴァの主城である。ブラチスラヴァ市街の真ん中を通るドナウ川を見下ろす、小カルパチア山脈の孤立した岩丘の上に建ち、長方形の四隅に塔を持つ巨大な城である。
その威容と位置取りから、何世紀にもわたって都市統治の象徴であった。

## 城の敷地
【補足】文章に登場する○数字は、左に示す図面上の○数字の位置の建物のことである。

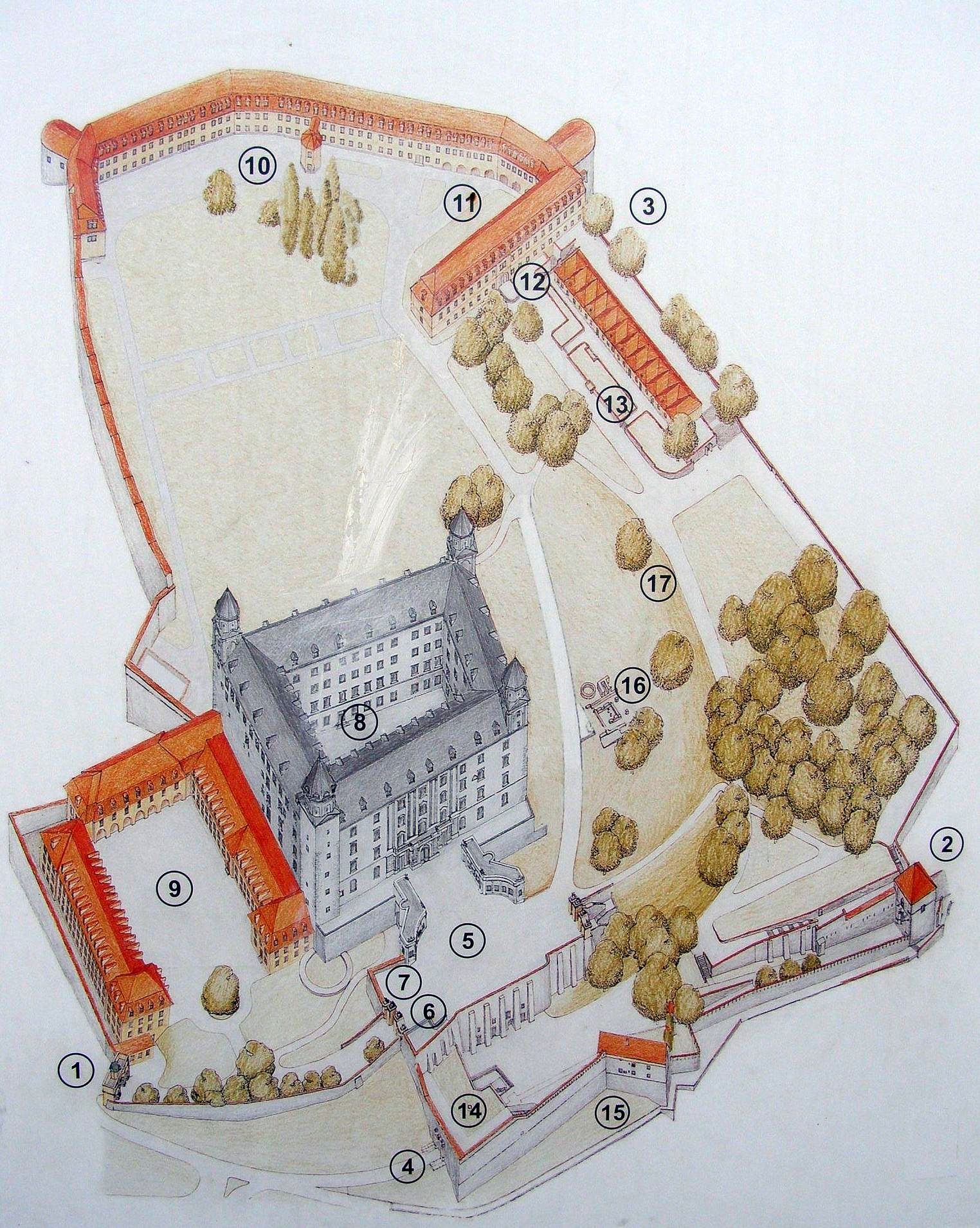
図面

### ⑧城（宮殿）
4隅に塔と 80 m (260 ft) の井戸がある中庭を持つ。一番高くて大きい塔は南西の王冠の塔である。47m（154 ft）の塔は13世紀からのもので、 1500年代半ばから約200年間、ハンガリーの戴冠用宝物が納められていた。

### （①～④）入城門

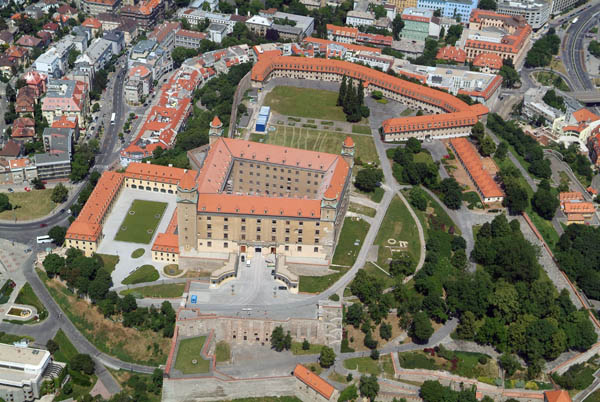
空中写真

- ①ウィーン門（Viedenská brána、南西）– 1712年に建造、向かい側には国会議事堂がある。
- ②ジグムンド門（Žigmundova brána、南東）– もっとも保存状態の良い15世紀に建てられた門
- ③ニコラス門（Mikulášska bránka、北東）– 16世紀に建造
- ④Leopold Gate（Leopoldova brána）

## 歴史

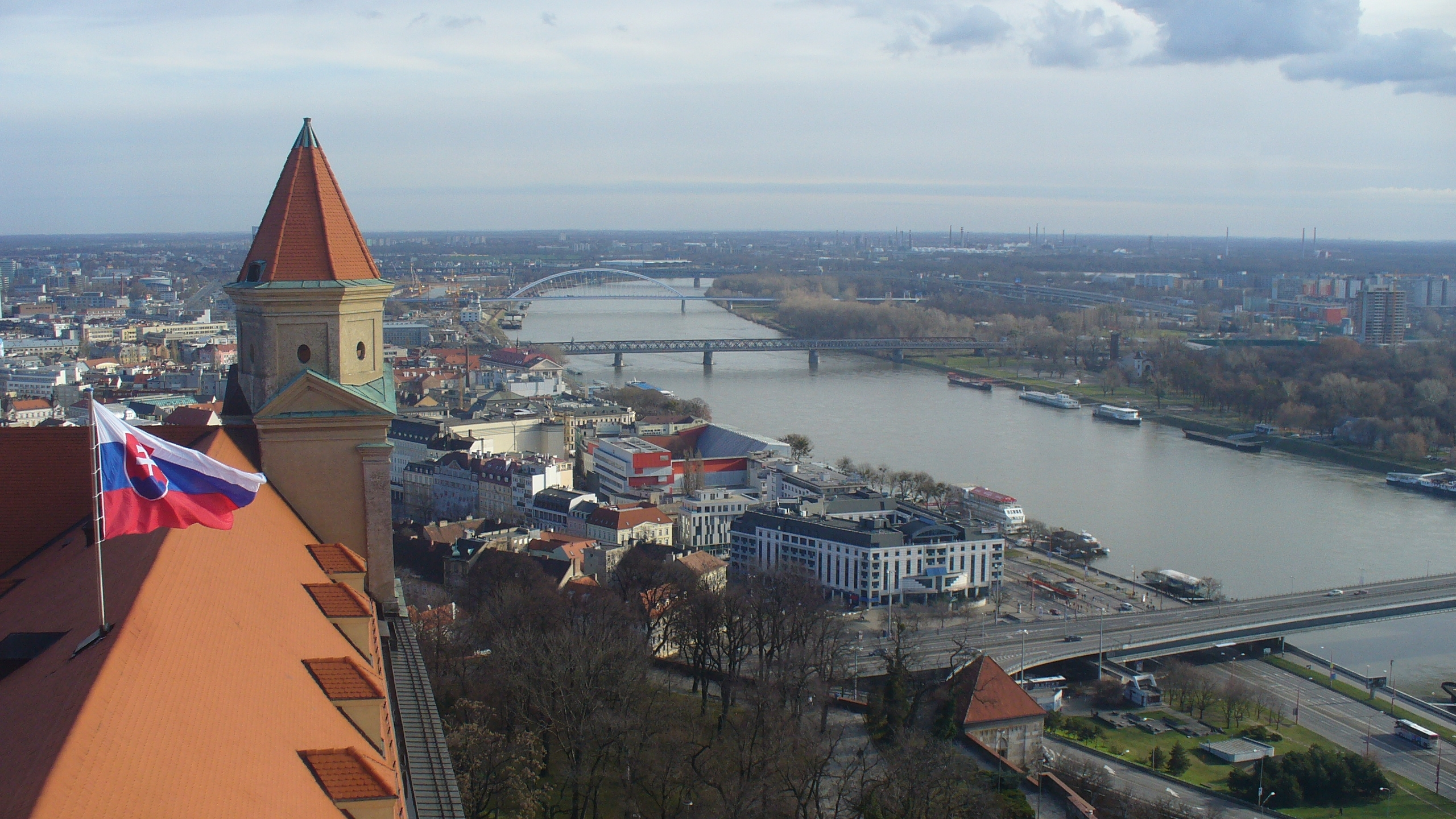
王冠の塔からドナウ川を見下ろした風景

### 先史時代（紀元前2800年 – 紀元前450年）
今日のこの城がある街には、何千年もの間人が住んでいた。なぜなら、アルプス山脈とカルパチア山脈の間を通り、ヨーロッパ中央に抜ける交易路の途上にあり、ドナウ川を渡れる重要な洗い越し（徒歩で渡れる浅瀬）であり、バルカン半島やアドリア海とライン川やバルト海を中継する重要な交易路であり、最も重要な交易路である琥珀の道の経由地だからである。
Boleráz culture（昔の言葉では Baden culture）の人々が、この場に最初に居を築いた文明だと判っている。これは紀元前3500年頃のことである。彼らは城を、今日のブラチスラバ旧市街のある場所にアクロポリスの一種、そして防衛拠点として建設した。
さらに発展したのは初期鉄器時代のハルシュタット文化（紀元前750年 – 紀元前450年）からである。当時のKalenderberg Cultureの人々は、城の有った岩丘を穿ち建物を建てた。再び、「城」は旧市街の西部にある居住地のためのアクロポリスを兼ねた。

### ケルトとローマ（紀元前450年 – 5世紀）
後期鉄器時代のラ・テーヌ期（紀元前450年 – 紀元前1年）には、城の丘はケルト人の最も重要な中心地となった。紀元前後期（紀元前125 - ）、城はケルト系のボイイ族集落のアクロポリスとなった。
紀元前9世紀以降、ローマ軍の国境となったドナウ川のある城の丘には、ローマ人たちが住んでいた。西暦5世紀頃（民族移動時代）については、ほとんどわかっていない。

モラヴィア王国のバシリカの図解

### スラヴ人、ニトラ公国、モラヴィア王国（500年 – 907年）
スラブ人がこの地に訪れると、状況は変わった。当初は、古代ローマとケルトの建物を部分的に使用し、いくつかの要塞を追加した。おそらく8世紀の終わり（遅くとも9世紀初頭）のニトラ公国時代に、5万5000平方メートルの大面積を囲う木製の城壁を持つスラヴ式の城が建設された。9世紀後半のモラヴィア王国期には、住居やバシリカに囲まれた石の宮殿が加えられた。

### 中世（907年 – 1531年）

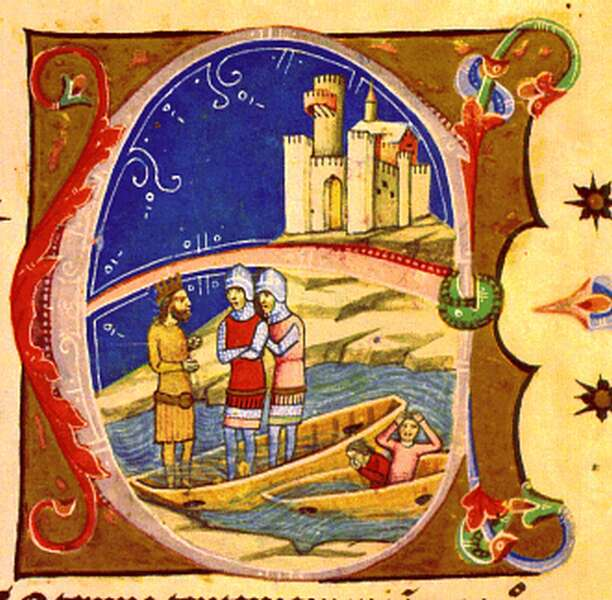
プレスブルク城（ブラチスラヴァのドイツ語の旧名）の眼下で、艦隊を失う神聖ローマ皇帝ハインリヒ3世、14世紀の写本

新しい石造りの城の建設は10世紀に始まったが、作業は停滞した。しかし、この城はハンガリー王国のイシュトヴァーン1世国王の治世の中心地の一つであった。ポツノニー郡を治める中心地とされ、ボヘミア（チェコ）やドイツからの攻撃（例えば1030年、1042年、1052年、1108年、1146年）に対して王国を保護し、さらにハンガリー王国におけるイシュトヴァーン1世死後などの権力闘争においても重要な役割を果たした。
神聖ローマ皇帝ハインリヒ3世は、城の攻略を試みたが、ハンガリーの伝承によればハンガリー人兵士ゾトムンド (Zothmund) が艦隊に侵入し、穴を開けて沈没させたとされている。ハンガリー王シャラモンは、ラースロー1世の勅令でニトラの刑務所に送られるまで、ここで過ごした。同じころ、古い城壁の近代化と、参事会会議場を持つ聖救世主教会の増設が行われた。それから約100年後には、イシュトヴァーン3世が敵から逃れるために、この城に落ち延びた。

### ハンガリー王国の主城（1531年 – 1783年）

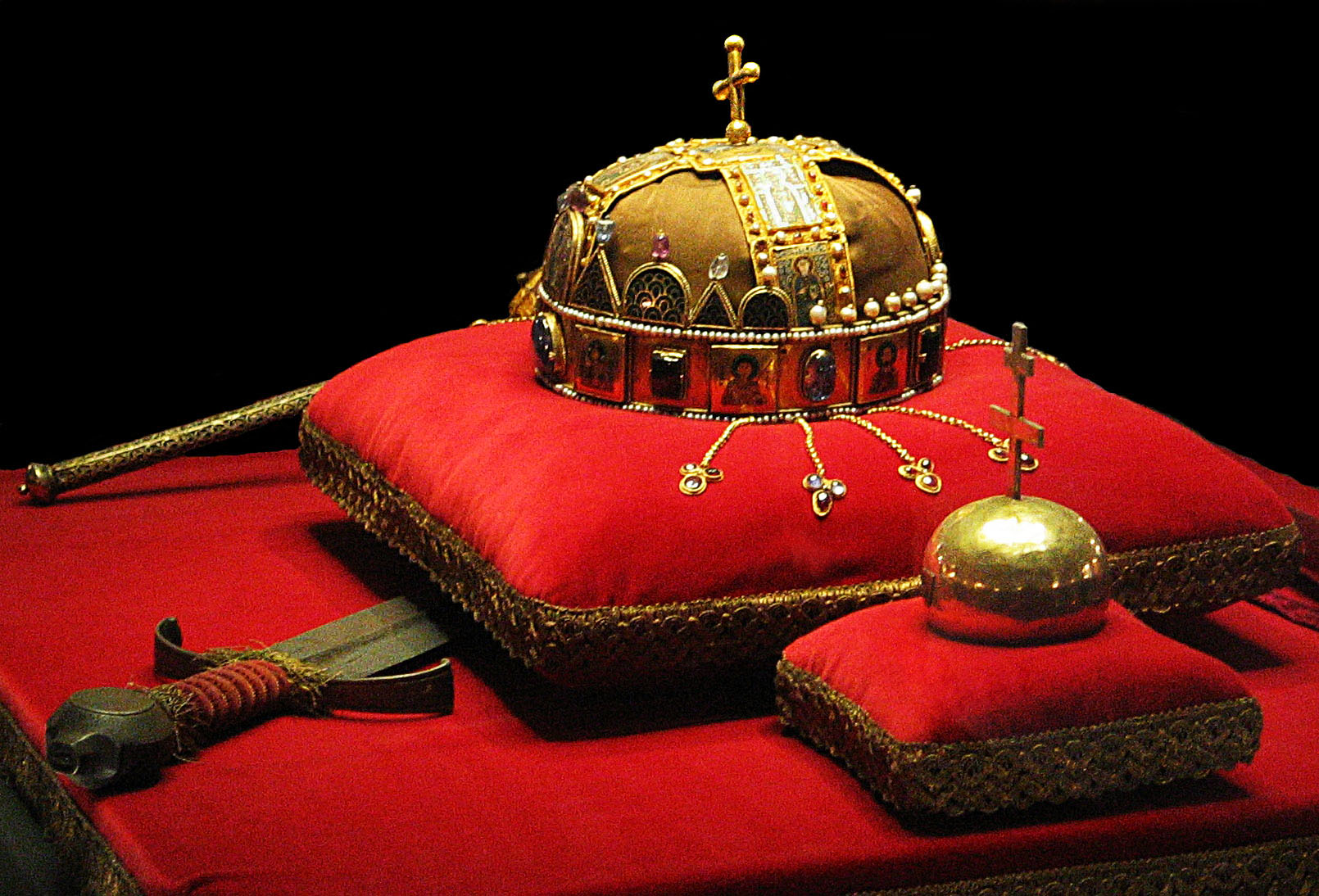
城の王冠の塔に納められた冠、剣など

#### 政治的な動向
1536年（実質的には1531年）、オスマン帝国にハンガリーの一部が征服された後、残った地域はオーストリア系ハプスブルク家（ハプスブルク帝国）が支配する王領ハンガリーに再編され、議事堂と中央省庁が集まり、戴冠式を行う首都はプレスブルク（ブラチスラヴァ）に移された。結果として、ブラチスラヴァ城は王城となり、ハンガリー王の正式な王座となった（ただし、神聖ローマ皇帝兼ハンガリー王は、平時には主にウィーンに住んでいた）。
同時に、この地は16世紀初頭から起きる反ハプスブルク家の潮流に幾度も直面することとなった。一例として、反ハプスブルク家の指導者ベトレン・ガーボルの軍勢によって1619年から1621年の間に城を占領され、1622年まで王冠が城から持ち出され、オーストリアの皇帝軍に再占領された。

#### 王冠の塔に納められた戴冠用の宝冠
- 聖イシュトヴァーンの王冠 - ハンガリーの戴冠用の聖冠である。1552年から1784年の間まで、この城に王冠が納められていた。

### バロック様式への改装

#### 初期の改装
ハンガリー王室の建築家ジョヴァンニ・バッティスタ・カルロネの設計をもとにバロック建築へ再建され、1635年に強化され、1647年頃に完成した。この改装後の城の外観は、基本的に現在まで保持されている外観である。
1653年には木製の天井がすべて傷んでいることが判明し、翌年に取り替えなければならなくなって、貴重な絵画が失われた。10年後、オスマン帝国からの襲撃に対抗するために要塞機能が強化された。要塞のさらなる改良は1673年頃まで続いた。それらは最終的に1683年、ウィーンでオスマン帝国軍が敗北することで終わった。1703年、敷地の北東に兵舎が建てられ、工廠も兵舎となった。現在のウィーン門は、1712年に皇帝カール6世の戴冠式の際に建設され、それ以来城のメイン・エントランスとして使われた。

#### マリア・テレジアの改装
1740年にマリア・テレジアがハンガリーの女王となった際、王国の貴族たちにオーストリアとハンガリーの両方に住むことを約束した。そして約束を守り、多くの時間をこの城で過ごした。1761年から1766年に、城は（当時の）近代的王居に改装された。
しかし、小さな変更では早いものは1740年から行われ、内部の様々な変更に加えて、大きな庭が北側に造営され、植物学に興味があった夫の皇帝フランツ1世が城の東に小さな庭を造営した。
七年戦争では、ハンガリー騎士団が城に駆けつけ、マリア・テレジアを支えた。
ハンガリー貴族との対立により、マリア・テレジアは貴族の代表者であるナードル（宮中伯）を任命せず、1765年に女王派の貴族を総督に任命した。この城は総督の居所となり、政庁ではなくなった。1765年からの2代目の総督には、女王の娘マリア・クリスティーナの婿アルベルト・カジミール・フォン・ザクセン＝テシェンが任命された。夫妻は1766年に移り住んだ。この夫妻は科学と文化に明るく、街の科学と文化を発展させた。
総督の居所としては手狭であったため、1767年から1770年にかけて城の東壁に新しい宮殿（後にテレジアヌムと呼ばれる）が建てられた。高級家具や多くの芸術品が運び込まれた。1階にはファミリーギャラリーがあり、後に今日のウィーンにあるアルベルティーナ美術館の基礎となった。
さらに、城の北端には冬の乗馬校が、城の庭には夏の乗馬校が直接配置された。両方の城の庭園が（シェーンブルン宮殿スタイルで）改装され、灯油を使った夜間照明が初めて城への接続道路に導入された。 1770年、マリア・テレジア自ら、貴重な絵画や家具を主城とテレジアヌムの両方に備えるよう命令し、総督は完成したテレジアヌムに移った。マリア・テレジアもほとんど非公式に頻繁に訪れていた。

### 重要性の喪失と火災による焼失（1783年 – 1811年）
1781年に新皇帝ヨーゼフ2世によって、総督は廃止された。（現在のアルベルティーナの）芸術品はウィーンと（現在の）ベルギーに移され、アルベルトは南ネーデルラント総督に赴任した。他の物品もウィーンに移された。1783年に、王国の政治中枢はブダ（ブダペスト）に移され、この地の重要性は失われた。王国の戴冠用宝物も、ハプスブルク家の本拠地ホーフブルク宮殿に移された。
その後、城は神学校となり、多くの重要な知識人を教育し、スロバキアの歴史において重要な役割を果たした。
1802年に神学校は別の場所に移り、城は兵舎として軍に割り当てられた。1809年に、ナポレオンの軍隊によって、街と城は攻撃を受けた。1811年5月28日、城は守備隊員の不注意により大火災と爆発を引き起こし、街の一部にも燃え広がった。

### 廃墟（1811年 – 1953年）

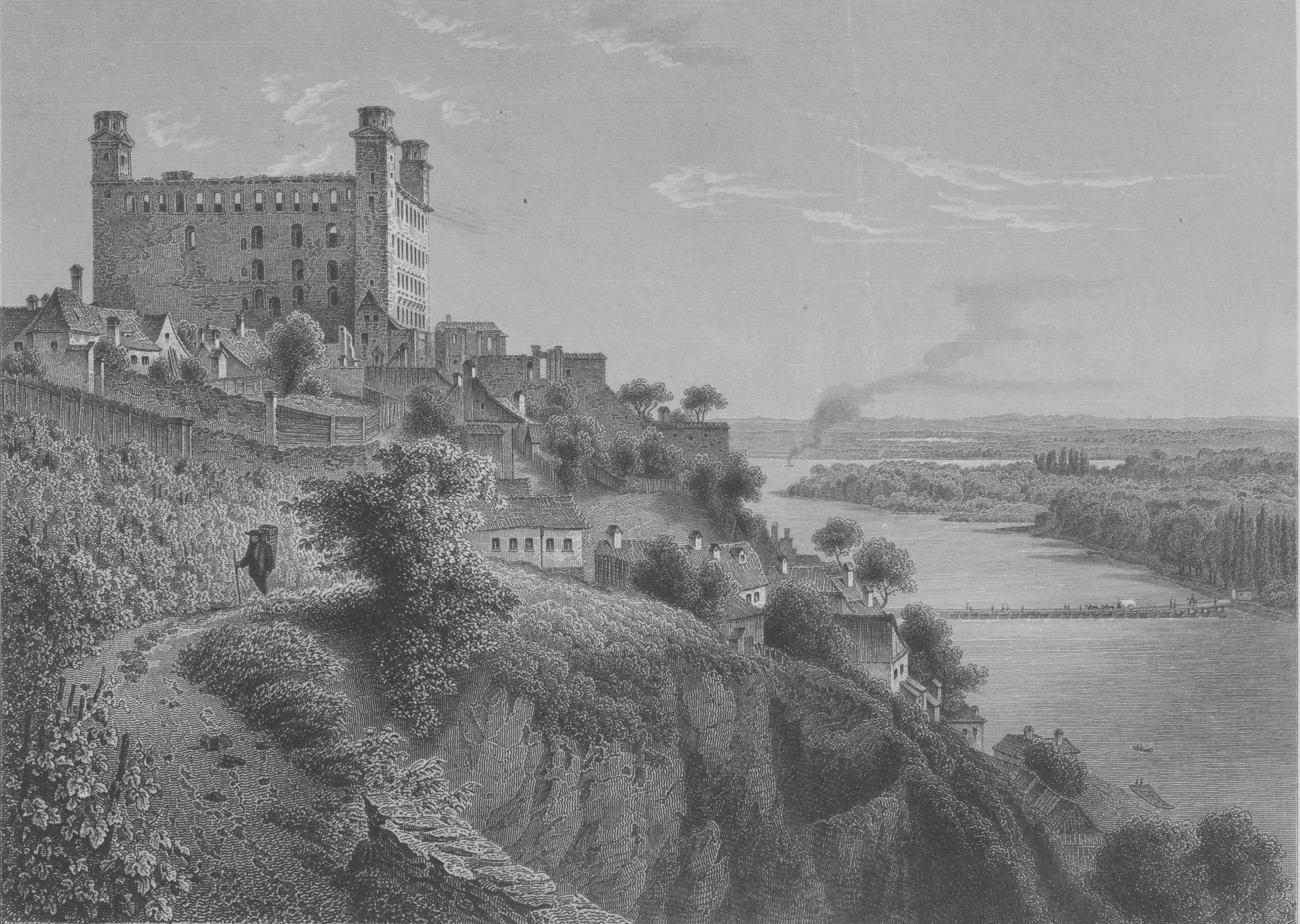
19世紀中期の城